# Биса
Би́са (самоназвание), бусансе (на языке море) — народ, проживающий в северо-западных странах Африки: Буркина-Фасо, Гане, Нигерии и Бенине. Общая численность — 400 тыс. человек.

## Язык
Биса говорят на языке банту нигеро-кордофанской семьи, в качестве письменности используют свой алфавит, сделанный на базе латинского алфавита. Выделяют два диалекта: биса и лебир (юго-запад). Среди бису распространён и язык море. (Н. В. Кочакова, 1993).

### Несколько фраз на языке биса
- Доброе утро — Domireh ki
- Добрый день — Sundareh ki
- Спокойной ночи — Gundareh ki
- Спасибо — Barka

## История
По устным преданиям, предки бису пришли из района Енди (нынешняя территория Ганы). Затем часть бису отделилась и ушла на запад, где создала субэтническую группу сан (сане).

## Культура и обычаи
Основное занятие биса — земледелие. Они выращивают кукурузу, рис, арахис, фасоль, просо, бобовые, орехи карите, ямс. Биса разводят крупный рогатый скот. Развито ремесло: бронзовое и серебряное литьё, выделка ювелирных изделий, ткачество, гончарство.
Традиционная одежда проста: у мужчин — рубашка и брюки, у женщин — длинная запашная юбка.
Дома прямоугольные, строятся максимально друг к другу, чтобы образовать посреди круглый двор. Обычно, в таком комплексе зданий проживает одна семья.
Семьи патриархальны, чаще всего они составляют целые кланы (ду). Женщина после свадьбы переезжает в дом семьи мужа.
Традиционная еда биса — это рис, приправленный специями, просяная каша, лепёшки из фасоли и просяное пиво (Ю. В. Бромлей, 1988).